# Renate Loll
Renate Loll (Aquisgrana, 19 giugno 1962) è una fisica tedesca, professoressa di Fisica teorica presso l'Istituto di Matematica, Astrofisica e Fisica delle Particelle dell'Università Radboud di Nimega.
In precedenza ha lavorato presso l'Istituto di Fisica Teorica dell'Università di Utrecht. Ha conseguito il dottorato di ricerca dall'Imperial College di Londra nel 1989. Nel 2001 è entrata a far parte dello staff permanente dell'ITP, dopo aver trascorso diversi anni presso il Max Planck Institute for Gravitational Physics a Golm, in Germania. Con Jan Ambjørn e il fisico polacco Jerzy Jurkiewicz ha contribuito a sviluppare un nuovo approccio alla quantizzazione non perturbativa della gravità, quello delle triangolazioni causali dinamiche.
È membro della Koninklijke Nederlandse Akademie van Wetenschappen dal 2015.